# Bruckbergerau
Bruckbergerau  ist ein Gemeindeteil der Gemeinde Bruckberg im niederbayerischen Landkreis Landshut. 

## Lage
Bruckbergerau liegt zwei Kilometer südöstlich von Bruckberg und ist mit dem Hauptort durch die Staatsstraße 2045 verbunden. Durch den Ort fließt der von der Amper abgeleitete Klötzlmühlbach.

## Geschichte
Die Obmannschaft Bruckbergerau gehörte zum Amt (Herrschaft) Isareck im Landgericht Moosburg. 1818 wurde mit dem bayerischen Gemeindeedikt die Gemeinde Bruckbergerau gebildet. Sie gehörte ab 1862 zum Bezirksamt (ab 1939 Landkreis) Freising. Am 1. Januar 1972 wurde die bis dahin selbstständige Gemeinde nach Bruckberg eingegliedert.